# Meligethiella soroniiformis
Meligethiella soroniiformis is een keversoort uit de familie schorsknaagkevers (Trogossitidae). De wetenschappelijke naam van de soort werd in 1969 gepubliceerd door Medvedev.